# Ronnie Stephenson
Ronnie Stephenson, né le 26 janvier 1937 à Sunderland, Angleterre et mort le 8 août 2002 à Dundee, Écosse, est un batteur de jazz anglais, l'un des plus demandés sur la scène jazz britannique des années soixante.

## Carrière
Enfant, il veut d'abord devenir danseur de claquettes comme son idole Gene Kelly mais son père et son frère le persuadent de s'orienter plutôt vers l'apprentissage de la batterie.
Durant la semaine où il prend son premier cours, il se produit également pour la première fois en public. Rapidement, il joue avec le groupe de son frère pianiste Bob.
À 16 ans, il part en tournée pendant 10 mois avec la chanteuse Lita Roza, qui vient de quitter l'orchestre de Ted Heath pour se produire en solo.
Après son service militaire qu'il termine en 1957, Stephenson collabore étroitement avec Ronnie Scott, jouant dans son quartet et dans son club où il accompagne les nombreux musiciens de passage.
En 1969, il part en tournée en Allemagne avec Tom Jones puis devient le batteur résident de l'orchestre de Kurt Edelhagen à Cologne. Après trois ans, il s'associe au pianiste Paul Kuhn, à Berlin, et tourne dans toute l'Europe avec différents musiciens et orchestres.
En 1981, il rejoint l'orchestre du Theater des Westens à Berlin et y reste jusqu'à ce que sa santé le contraigne à prendre sa retraite en 1995. Il s'installe alors en Écosse.
Au cours de sa carrière, Stephenson aura accompagné les plus grands musiciens de jazz américains et européens : Sonny Rollins, Stan Getz, Wes Montgomery, Zoot Sims, Quincy Jones, Paul Gonsalves, Johnny Griffin, Roland Kirk, Gerry Mulligan, Sonny Stitt, Barney Kessel, Benny Golson, Benny Goodman, Nelson Riddle, Ella Fitzgerald, Mel Tormé, Ronnie Ross, Jack Parnell, John Dankworth, Tubby Hayes, Cleo Laine, Kenny Clarke, Victor Feldman, etc.
Il aura également travaillé avec des stars de la pop comme Tom Jones, Matt Monro, Tony Bennett, Engelbert Humperdinck et Shirley Bassey, ou encore participé aux enregistrements de plusieurs bandes originales de films dont deux James Bond : Les diamants sont éternels et On ne vit que deux fois.

## Discographie sélective
- 1958 : Stan Getz and the Big Band of Europe
- 1960 : Stan Getz with Kurt Edelhagen Orchestra
- 1962 : Bebop from the East Coast - Mike Carr's EmCee Five
- 1964 : Boom-Jackie-Boom-Chick - Paul Gonsalves
- 1964 : The Night Has A Thousand Eyes - Ronnie Scott et Sonny Stitt - Live At Ronnie Scott's
- 1965 : Just Friends - Paul Gonsalves
- 1965 : Double Event - Ronnie Scott Trio
- 1965 : Live In Europe - Wes Montgomery
- 1965 : Live at Ronnie Scott's - Wes Montgomery
- 1965 : Three Little Words - The Stan Tracey Quartet avec Benny Golson
- 1965 : Laughin' And Scratchin'  - Stan Tracey
- 1966 : Alice in Jazz Land - The Stan Tracey Big Band
- 1966 : Drum Spectacular - Kenny Clare & Ronnie Stephenson
- 1966 : The Stan Tracey Big Band
- 1967 : With Love from Jazz - The Stan Tracey Quartet
- 1968 : Cleopatra's Needle - Ronnie Ross
- 1969 : The Greatest Little Soul Band in the Land - J.J. Jackson
- 1969 : Fall Out - Terry Smith
- 1978 : Sincerely Ours - Rolf Ericson/Johnny Griffin